# The EMBO Journal
The EMBO Journal — рецензируемый научный журнал фокусирующийся на статьях описывающих оригинальные исследования представляющие общий интерес в области молекулярной биологии и близких областях. Выходит два раза в месяц. Главный редактор Факундо Д. Батиста (Гарвардская медицинская школа).

## История
Журнал был основан в 1982 году и публиковался Nature Publishing Group от имени Европейской организации молекулярной биологии пока в 2013 году не было запущено издательство EMBO Press.

## Реферирование и индексирование
Журнал реферируется и индексируется в :
- Aquatic Sciences and Fisheries Abstracts[англ.][5]
- Biological Abstracts[6]
- BIOSIS Previews[англ.][6]
- CAB Abstracts[англ.][7]
- Chemical Abstracts Service[8]
- Current Contents/Life Sciences[6]
- EBSCO Information Services[англ.][5]
- Embase[англ.][9]
- Index Medicus[англ.]/MEDLINE/PubMed[10]
- Science Citation Index[6]
- Scopus[11]

Согласно Journal Citation Reports, журнал «The EMBO Journal» в 2023 году имел импакт-фактор 9.4.